# 김일성 (1901년)
김일성(金逸成, 1901년 7월 12일 ~ 1952년 10월 27일)은 한국의 독립운동가이다.

## 생애
- 1901년 경남 창원에서 출생
- 1919년 3.1운동 당시 독립운동을 벌이다 체포되어 복역
- 1990년 건국훈장 애족장 추서